# Edoxabán
Edoxabán es un medicamento anticoagulante oral que se emplea en la prevención del ictus y la embolia sistémica.

## Mecanismo de acción
Es un inhibidor selectivo, directo y reversible del factor Xa de la coagulación. La inhibición del factor Xa en la cascada de coagulación reduce la producción de trombina, prolonga el tiempo de coagulación y reduce el riesgo de formación de trombos. Se administra una vez al día. No contiene lactosa. Se puede tomar con o sin alimentos. Se vende bajo el nombre comercial de Lixiana. Medicamento sujeto a prescripción médica.

## Indicaciones terapéuticas
Está indicado para prevenir tanto el ictus como la embolia sistémica en pacientes adultos afectos de fibrilación auricular. Sobre todo cuando existen asociados otros factores de riesgo, por ejemplo insuficiencia cardiaca, hipertensión arterial, diabetes mellitus o episodios previos de ictus.

## Posología
- Prevención del ictus y de la embolia sistémica: La dosis recomendada de edoxabán es de 60 mg una vez al día.

Para la FANV y el TEV la dosis recomendada es de 30 mg de edoxabán una vez al día en pacientes con uno o más de los siguientes factores clínicos:
- Insuficiencia renal moderada o grave (aclaramiento de la creatinina 15-50 ml/min).

- Peso corporal bajo ≤ 60 kg.

- Uso concomitante de los siguientes inhibidores de la glucoproteína P (P-gp): ciclosporina, dronedarona, eritromicina o ketoconazol.[1]

## Aprobación en Europa & España
La Comisión Europea concedió la autorización de comercialización a 'Lixiana' (edoxabán) para sus indicaciones en 2015.
La Agencia Española del Medicamento y Productos Sanitarios autorizó la venta y comercialización de Edoxabán en septiembre de 2016.

## Situación actual anticoagulación
Edoxabán junto a apixabán, dabigatrán y rivaroxabán, forman el grupo de medicamentos conocidos como nuevos anticoagulantes orales de acción directa.